# Buchlov
Buchlov – zamek królewski położony w górach Chrziby, w pobliżu miejscowości Buchlovice, w kraju zlińskim, w Czechach. Okres budowy tego zamku szacuje się w pierwszą połowę XIII wieku. Ostatnią przebudowę zamku przeprowadził książę Jan Ždánský z Zástřizel zmieniając mu styl na renesansowy w latach 1540-1558. Zamek jest własnością państwa i jest zarządzany przez Narodowy Instytut Dziedzictwa.